# Charles Aidman
Charles Aidman (21 de enero de 1925 – 7 de noviembre de 1993) fue un actor estadounidense.

## Biografía
Nacido en Frankfort, Indiana, Aidman adaptó en 1963 la Antología de Spoon River del poeta Edgar Lee Masters, realizando una obra teatral que hoy en día todavía se representa.

## Carrera en TV
En el medio televisivo hizo un gran número de actuaciones, participando como actor invitado en la serie El Fugitivo con David Janssen en el capítulo Trial by Fire de 1965, en el papel del capitán Eckhardt, un testigo a favor del Dr. Kimble pero posteriormente descartado por el teniente Gerard (Barry Morse) por ser un adicto.
Participó en el episodio de 1966 "The Lean Years", perteneciente a la serie de la NBC The Road West, o los capítulos  "And When the Sky Was Opened" y "Little Girl Lost" del show The Twilight Zone. 
Aidman fue artista invitado de la serie The Wild Wild West en un papel recurrente que hizo a lo largo de diversos episodios de la cuarta temporada, el de Jeremy Pike, compañero de Jim West, (Robert Conrad)- El motivo de ellos era que Ross Martin, que interpretaba habitualmente a Artemus Gordon, compañero de Jim West, se estaba recuperando de una enfermedad.
Aidman presentó el personaje Tom Willis, suegro de Lionel Jefferson, en un episodio de la serie All In The Family. Ese mismo personaje fue encarnado en la serie The Jeffersons, una spin-off de la anterior, por Franklin Cover, que le dio unas características muy diferentes.
Posteriormente, Aidman fue uno de los narradores de la reposición efectuada en los años ochenta de la serie Dimensión Desconocida, aunque más adelante fue sustituido por Robin Ward.

## Carrera en el cine
Además de su faceta televisiva, Aidman también trabajó en el cine en películas como Pork Chop Hill, War Hunt, Kotch, Countdown, Uncommon Valor, y Innerspace, haciendo en la última de ellas una de sus interpretaciones finales.

## Fallecimiento
Charles Aidman falleció a causa de un cáncer en Beverly Hills, California, en 1993. Fue enterrado en el Cementerio Westwood Village Memorial Park de Los Ángeles, California.